# Пловдивска епархия
 Тази статия е за историческата и православната епархия.  За римокатолическата вижте Филипополска архиепархия.  
Пловдивската епархия е епархия с ранг на митрополия на Българската православна църква е със седалище в град Пловдив, Южна България. Епархията е най-голямата на територията на България и има архиерейски наместничества в Пазарджик, Асеновград, Хасково, Карлово, Панагюрище, Пещера, Смолян и Ивайловград.

## История
Пловдивската (Филипополска) епархия е създадена около 36 година, когато се смята, че апостол Павел ръкополага първия епископ Ерм.
Според източници от VII век Филипополската епархия е митрополия, обхващаща освен Филипопол епископии със седалище в Диоклецианопол, Севастопол и Диоспол, а митрополитът е наричан „екзарх на Тракия Драговица“. През VIII век подчинени на филипополския митрополит са още епископите на Берое, Маркели, Литопросопос, Декастера и Леведос.
През 879 година Филипополската епархия става част от новосъздадената автокефална Българска църква, в която остава до връщането на Филипопол в Източната Римска империя през 969 година, когато отново е присъединена към Вселенската патриаршия. Към края на X век на филипополския митрополит са подчинени епископите на Агатоники, Лютица, Скутарион, Влептос, Левке, Драмица, Яница, Константия, Буково и Великия. Това положение се запазва до средата на XIV век, когато Лютица става самостоятелна епархия, а епископът на Перперикон е подчинен на Филипополската епархия.

## Μитрополити

### Филипополски епископи
- Ерм (Ермас), ръкоположен от апостол Павел (36 – 57 г. ?)[5]
- Евтихий (споменат през 343 г.)[6]
- Силван (споменат през 381 г.)[7]
- Врисон (споменат през 403 – 404 г.)[8]
- Силван II (около 406 – 425 г.)[9]
- Франкион (споменат през 451 г.)[10]
- Димитър (споменат през 453 г.)[11]
- Валентин (споменат през 458 г.)[12]

За епископите от VI – VIII век сведения липсват.

### Филипополски митрополити на Вселенската патриаршия
- Никифор (споменат ок. 920 – 940 г.)[13]
- Теогност (печат от ок. 1000 г.)[14]
- Симеон (споменат в 1030 г.)[15]
- Лазар (споменат в промеждутъка 1042 – 1050 г.)[16]
- Константин (печат от ок. 1050 г.)[17]
- Василий (споменат през май и юни 1092 г.)[18]
- Ной (споменат ок. 1100 г.)[19]
- Константин (ок. 1140)[20]
- Михаил Италик (избран след 1143 г., споменат през 1147 г.)[21]
- Теодор (споменат в 1156/7 г.)[22]
- Василий (споменат през 1166 г.)[23]
- Мегист (споменат в 1185 г.)[24]
- Константин Пантехнис (1186 – 1192)[25]
- Евфимиан (споменат в 1193 или 1197 г.)[26]
- Георги (споменат през 1272 г.)[27]
- Игнатий (до 1276/77 г., впоследствие търновски патриарх)[28]
- Герасим (1285 – 1298)[29]
- Йоан (споменат в 1322 г.)[30]
- Максим (1322 – 1329)[31]
- Мануил (споменат в 1360 г.)[32]
- местоблюстител: Григорий (споменат в 1379 г.)[33]
- Дамян (споменат в 1386[34], убит от турците през 1410 г.[35])
- Йосиф (споменат в 1452 г.)[36]
- Дионисий (избран ок. 1454 – 1456 г., преместен през 1466 г.)[37]
- Генадий (споменат на 10.10.1474 г.)[38]
- Йоасаф (споменат в 1494 г.)[39]
- Арсений (15 в.;[40] споменат ок. 1500 г.[41])
- Калист (споменат през 1511 г.,[42] починал на 11.10.1513 г.[43])
- Герасим (споменат през юли 1528 г.)[44]
- Теодосий (споменат през 1541 г.)[45]
- Генадий (споменат през 1546 г.)[46]
- Арсений (споменаван от 1561 до януари 1565 г.)[47] В негово време бил изграден из основи храмът „Св. Марина“.[48]
- Теолипт (споменат през януари 1580, преместен на 27.02.1585 г.)[49] През 1585 г. става цариградски патриарх.[50]
- Теофан (споменат през март 1585 и през март и август 1590 г.)[51]
- Харитон (споменат през юни 1583[52])
- Даниил (споменат през март 1606 г.)[53] Иван Гошев отъждествява този митрополит със споменатия през 1588 г. игумен и обновител на Бачковския манастир Даниил; пак според Гошев обаче последният е починал през 1595 г.[54]
- Йоасаф (споменат за пръв път през юни 1608, починал през 1627 г.)[55] През 1621 г. участва в големия патриаршески синод от 28 души, който избира Кирил Лукарис за цариградски патриарх.[56]
- Мелетий (избран на 28.03.1627, отстранен на 25 юни 1628 г.)[57] Бивш дръстърски митрополит.
- Христофор (избран на 7.06.1628, починал през 1636 г.)[58] Бивш анхиалски митрополит.
- Кирил (избран през януари 1637, отстранен през втората половина на 1639 г.)[59]
- Гавриил (първоначално избран през декември 1636,[60] утвърден в 1639, починал навярно през 1673 г.)[61]
- местоблюстител: Дионисий IV, бивш цариградски патриарх (1673, до 29.06.1676, отново от август 1679 г.)[62] Починал на 23.09.1696 г. в Букурещ.[63]
- Кирил (1676?-1679?)[64]
- Нектарий (споменат за пръв път през 1682 г.)[65] През 1688 г. е свален от митрополитския престол.[66] Митрата му се пази в манастира „Свети Йоан Богослов“ на остров Патмос.[67]
- Дамаскин (1688 – 1697?)[68]
- Неофит (избран на 7 януари 1698, подал оставка на 08.04.1711 г.)
- Калиник (избран на 08.04.1711, преместен през 1718 г.)[69]
- Теоклит (избран през октомври 1718 г.,[70] отстранен на 28 февруари 1727 г.,[71] преизбран през 1729 г.[72])
- Митрофан (избран през 1727, починал през 1728 г.)[73]
- Антим, от 1723 г.[74]
- Константий, от 1725 г.[75]
- Теоклит, към 1733 – 1734 г.[76]
- Теофан, от 1740 г. От него бил възобновен храмът „Св. Безсребреници“ в Куклен.[77]
- Серафим (избран на 08.10.1746, преместен през 1757 г.)[78] На 28.07.1757 г. става цариградски патриарх.[79]
- Авксентий (избран през юли 1757,[80] починал на 1 април 1765 г.[81])
- Самуил (избран през април 1765, преместен през 1780 г.)[82]
- Кирил (избран през февруари 1780, починал в 1808 г.)[83] Починал в Пловдив. През 1783 г. е изграден отново храм „Св. Марина“.[84]
- Евгений (избран през март 1808 г., оттеглил се веднага след това)[85] Родом от Пловдив, високо образован.[86]
- Йоасаф (избран през юни 1808, отстранен в 1809 г.)[87] Бивш анхиалски митрополит.
- Йоаникий (избран през март 1809, отстранен през 1818 г.)[88]
- Паисий (избран на 15.03.1818, починал в 1821 г.)
- Самуил (избран през януари 1822, отстранен в 1824 г.)[89]
- Никифор (избран 26.09.1824, починал в 1850 г.)[90]
- Хрисант (избран на 24.08.1850, оттеглил се през 1857 г.)[91] Поел истински поход срещу възрадането на българщината в града, при управлението му гъркоманската партия особено се активизира, разпорежда във всички градски църкви без „Света Петка“ да се служи само на гръцки, забранява двойното четене (на гръцки и църковнославянски) в пазарджишката църква.[92] Смирненски митрополит (1840 – 1851, 1857 – 1869).[93] Храмът „Св. Марина“ е построен на мястото на стария едноименен храм през 1853 – 1856 г.[94]
- Паисий (избран на 15.11.1857, отстранен от Цариградската патриаршия през 1861 г.)[95]
- Панарет (избран на 25.02.1861, отстранен от Цариградската патриаршия през 1872 г.)[96]
- Неофит (избран на 19 януари 1872, преместен през 1880 г.)[97]
- Григорий (избран на 14.11.1880, преместен през 1884 г.)[98], роден на Лесбос, по-късно трапезундски (1884 – 1888), родоски (1888 – 1893) и дринополски (1894 – 1899).
- Йоаким (1855 – 1920), избран за пловдивски на 29.12.1884, преместен през 1889 г.[99], от 17 декември 1889 до 10 май 1897 г. халкидонски митрополит, после ефески[100]
- Фотий (избран на 19.12.1889, преместен през 1910 г.)[101]
- Смарагд, бивш мъгленски митрополит (избран на 05.08.1910, преместен през 1912 г.)[102]
- Тимотей, бивш воденски митрополит (избран на 21.06.1912, преместен през 1913 г.)[103]
- Вениамин (1871 – 1946), избран на 10.09.1913, преместен на 21.07.1925 г.,[104] от 21 юли 1925 до 21 октомври 1933 г. никейски, а по-късно ираклийски митрополит.[105]

### Пловдивски митрополити на Българската екзархия и Българската патриаршия
- Паисий (1858 – 1872)
- Панарет (1861 – 1883)
- Натанаил (24.03.1891-+18.09.1906)
- Максим (01.10.1906-+01.03.1938)
- Кирил (29.05.1938 – 31.12.1968)
- Варлаам (09.03.1969-+13.11.1986)
- Арсений (08.02.1987–+13.10.2006)
- Николай (избран на 04.02.2007 г., канонически утвърден от Св. Синод на 11 февруари 2007, встъпил в длъжност на 17 февруари 2007 г.)

## Манастири
- Араповски манастир „Св. Неделя“
- Баткунски манастир „Св. св. Петър и Павел“
- Белащински манастир „Св. Георги Победоносец“
- Белочерковски манастир „Св. св. Петър и Павел“
- Горноводенски манастир „Св. св. Кирик и Юлита“
- Калоферски девически манастир „Въведение Богородично“
- Калоферски мъжки манастир „Рождество Богородично“
- Калугеровски манастир „Св. Никола“
- Кукленският манастир „Свети Безсребреници Козма и Дамян“
- Кричимски манастир „Рождество Богородично“
- Лъджански (Ивайловградски) манастир „Св. св. Константин и Елена“
- Мулдавски манастир „Св. Петка“
- Сопотски метох „Въведение Богородично“
- Сопотски манастир „Св. Спас“

## Храмове

### Катедрален храм
- „Света Богородица“, Пловдив.

### Храмове по духовни околии
- Пловдивска духовна околия
- Асеновградска духовна околия
- Карловска духовна околия
- Пазарджишка духовна околия
- Панагюрска духовна околия
- Пещерска духовна околия
- Смолянска духовна околия
- Хасковска духовна околия
- Ивайловградска духовна околия

### Други храмове
- църква „Света Марина“, Пловдив
- църква „Света Петка Стара“, Пловдив
- църква „Свети Николай“, Пловдив
- църква „Свети Висарион Смоленски“, Смолян
- църква „Света Неделя“, Ракитово
- църква „Свети мъченици София, Вяра, Надежда и Любов“, село Стряма
- параклис „Свети Йоан Предтеча“, Асеновград